# Městská knihovna Jablonec nad Nisou
Městská knihovna v Jablonci nad Nisou je příspěvkovou organizací statutárního města Jablonec nad Nisou. Sídlí na Dolním náměstí 1 v budově staré radnice, postavené v letech 1867–1869 libereckým stavitelem Gustavem Sachersem (1831–1874). Knihovna provozuje čtyři městské pobočky v okrajových částech města.

## Historie
- 1919 – rozhodnutí založit ve městě veřejnou knihovnu a čítárnu na základě knihovnického zákona
- 1920 – počátek české veřejné knihovny (1921 – Jiráskova)
- 1921 – otevřena německá městská čítárna
- 1923 – otevřena německá městská knihovna
- 1933 – otevřena česká čítárna
- 1938 – uzavřena česká knihovna
- 1945 – zrušena německá knihovna a obnovena česká knihovna jako veřejná městská
- 1951 – okresní lidová knihovna
- 1996 – opět městská knihovna

## Stará radnice
Budova staré radnice se v roce 1933 stala sídlem německé knihovny a od roku 1945 české.
Až v letech 1969–1978 došlo k rekonstrukci celé budovy pro potřeby knihovny. Na výzdobě interiéru se podíleli umělci jako například Vratislav Karel Novák, Jiří Dostál a Jiří Nepasický.
Další zajímavostí je unikátní otočné hlediště v bývalém zasedacím sále samosprávy.
Budova staré radnice je od roku 1965 zapsána v seznamu nemovitých kulturních památek České republiky.

## Služby
- Oddělení pro dospělé čtenáře půjčuje českou i cizojazyčnou literaturu, periodika, elektronické knihy, poskytuje meziknihovní výpůjční služby a nabízí lekce pro studenty středních škol.
- Oddělení pro děti a mládež půjčuje českou i cizojazyčnou literaturu, časopisy a nabízí lekce pro mateřské a základní školy.
- Multimediální oddělení umožňuje přístup na internet, půjčuje audioknihy, filmy a hudbu.
- Ve studovně a čítárně si lze prezenčně půjčit základní odbornou a regionální literaturu, periodika, germanika, novodobé kroniky města. Studovna poskytuje informace o regionálních osobnostech a umožňuje přístup k zákonům i k placeným databázím.
- Audiovizuální oddělení organizuje autorská čtení, besedy, přednášky, virtuální Univerzitu třetího věku a pořádá různé soutěže.
- Oddělení regionálních služeb nakupuje a zpracovává knihy pro výměnný fond a knihovny regionu, poskytuje metodickou pomoc.